# Rue de l'Alma (Lyon)
Pour les articles homonymes, voir Rue de l'Alma.
La rue de l'Alma est une voie du quartier des pentes de la Croix-Rousse dans le 1er arrondissement de Lyon, en France.

## Situation et accès
Elle commence rue de Vauzelles, près de la montée de Vauzelles, et se termine rue Saint-François-d'Assise. Elle est traversée par les rues Ozanam et Sainte-Clotilde. La circulation se fait dans le sens inverse de la numérotation. 
De la rue Saint-François à la rue Sainte-Clotilde, le stationnement est des deux côtés de la voie avec un stationnement cyclable en face de la rue Sainte-Clotilde ; ensuite la circulation est à double-sens cyclable avec un stationnement d'un seul côté.

## Origine du nom
La rue commémore la bataille de l'Alma du 20 septembre 1854 qui est la première bataille de la guerre de Crimée (1853-1856). Ce nom d'Alma vient du fleuve Alma près de Sébastopol. Il est attribué par délibération municipale du 30 avril 1858.

## Historique
Sur les pentes de la Croix-Rousse, il y avait auparavant de vastes propriétés connus sous le nom de clos. En 1823, des actionnaires entreprennent de créer un nouveau quartier dans un clos nommé Riondel. Des rues sont ouvertes dans ce clos.
En 1853, les propriétaires du Clos Riondel cèdent à la ville de Lyon toutes les voies créées à la condition que la ville prennent en charge les frais de pavage et d'éclairage. Elle porte au départ le nom de rue au midi du Clos Riondel mais la municipalité lui donne le nom actuel en 1858.